# Proteïna C reactiva
La proteïna C-reactiva (PCR) és una proteïna que es troba a la sang i els nivells de la qual augmenten com a resposta a una inflamació (proteïna de fase aguda). La funció fisiològica d'aquesta proteïna consisteix en unir-se a la fosfocolina expressada en la superfície de les cèl·lules mortes o moribundes, així com a alguns tipus de bacteris, per activar el sistema del complement a través de la via del complex C1Q. La PCR se sintetitza en el fetge com a  resposta a factors alliberats pels macròfags. És membre de la família de les pentraxines. No s'ha de confondre amb el pèptid-C o la proteïna C.

## Història
Descoberta per William S.Tillett i T. Francis el 1930, inicialment es va pensar que la proteïna C reactiva podria ser una secreció patògena, ja que es trobava elevada en diverses malalties, entre les quals el càncer. El descobriment posterior de la seva síntesi en el fetge va demostrar que es tracta d'una proteïna autòctona. Inicialment, el PCR es va mesurar mitjançant la reacció de quellung que donava un resultat positiu o negatiu. Actualment, mètodes més precisos utilitzen la dispersió dinàmica de la llum després de la reacció amb anticossos específics de la PCR

## Nomenclatura
La PCR es va anomenar així perquè es va identificar per primera vegada com una substància al sèrum de pacients amb inflamació aguda que reaccionava amb l'anticòs contra el polisacàrid de la paret cel·lular (polisacàrid C) del pneumococ.

## Genètica i estructura
El gen de la PCR es troba al cromosoma 1 (1q23.2). És membre de la petita família de les pentraxines. El monòmer té 224 aminoàcids, i una massa molecular de 25.106 Da. Al sèrum, es converteix en una estructura pentamèrica estable amb forma d'anella.

## Funció
La PCR s'uneix a la fosfocolina que s'expressa a la superfície de cèl·lules mortes o moribundes i alguns bacteris. Això activa el sistema del complement, tot afavorint la fagocitosi per part dels macròfags, que neteja les cèl·lules i els bacteris necròtics i apoptòtics.
Aquesta resposta, anomenada reacció de fase aguda, es produeix com a resultat de concentracions creixents d'Interleucina-6 (IL-6) produïdes per macròfags i adipòcits en resposta a una gran diversitat d'afeccions inflamatòries agudes i cròniques com ara infeccions bacterianes, víriques o fúngiques; malalties reumàtiques i altres malalties inflamatòries; malignitat; i lesió i necrosi tissular. Aquestes condicions provoquen l'alliberament de la interleucina-6 i altres citocines que desencadenen la síntesi de PCR i fibrinogen pel fetge.
La PCR s'uneix a la fosfocolina en els microorganismes. Es pensa que ajuda a la unió del complement a cèl·lules alienes i danyades i millora la fagocitosi per mitjà de macròfags (fagocitosi mediada per opsonina), que expressen un receptor per a la CRP. Intervé en la immunitat innata com a sistema de defensa primerenca contra les infeccions.

## Nivells serològics

### Normal
En adults sans, les concentracions normals de PCR varien entre 0,8 mg / L a 3,0 mg / L. No obstant això, alguns adults sans presenten una PCR elevada a 10 mg / L. Les concentracions de PCR també augmenten amb l'edat, possiblement a causa de condicions subclíniques. Tampoc hi ha variacions estacionals de les concentracions de CRP. El polimorfisme genètic de la família interleucina-1, de la interleucina 6 i la repetició GT polimorfa del gen de la PCR afecten les concentracions habituals de PCR quan una persona no té cap malaltia. La vida mitjana plasmàtica de la PCR és de 19 hores i és constant en totes les condicions mèdiques.

### Inflamació aguda
Quan hi ha un estímul, el nivell de CRP pot augmentar 10.000 vegades, de menys de 50 μg / L a més de 500 mg / L. La seva concentració pot augmentar fins a 5 mg / L durant 6 hores i arribar al màxim a les 48 hores. Per tant, l'únic factor que afecta la concentració de CRP a la sang és la seva taxa de producció, que augmenta amb la inflamació, la infecció, el trauma, la necrosi, la malignitat i les reaccions al·lèrgiques. Altres mediadors inflamatoris que poden augmentar la PCR són el factor de creixement transformant beta 1 (TGF-β1, de l'anglès transforming growth factor beta 1) i el factor de necrosi tumoral alfa. En la inflamació aguda, la PCR pot augmentar de 50 a 100 mg / L en un termini de 4 a 6 hores en una inflamació de lleu a moderada o en una agressió com ara infecció de la pell, cistitis o bronquitis. Pot doblar-se cada vuit hores i assolir el seu punt màxim entre les 36 i les 50 hores després de produir-se la lesió o la inflamació. Una concentració de PCR entre 100 i 500 mg / L es considera altament predictiva de inflamació causada per una infecció bacteriana. Un cop disminueix la inflamació, el nivell de PCR cau ràpidament a causa de la seva vida mitjana relativament curta

### Inflamació crònica
Les concentracions de CRP entre 2 i 10 mg / L es consideren inflamacions metabòliques: vies metabòliques que causen arterioesclerosi i diabetis mellitus de tipus 2.

## Importància clínica

### Ús diagnòstic
La PCR s'utilitza principalment com a marcador d'inflamació. A part de la insuficiència hepàtica, es coneixen pocs factors que interfereixin en la producció de PCR. L'interferó alfa inhibeix la producció de PCR per les cèl·lules hepàtiques, cosa que pot explicar els nivells relativament baixos de PCR trobats durant les infeccions víriques en comparació amb les infeccions bacterianes
Mesurar i traçar els valors de PCR pot ser útil per determinar el progrés d'una malaltia o l'eficàcia dels tractaments. ELISA, la immunoturbidimetria, la nefelometria, la immunodifusió radial i aglutinació visual són tots els mètodes que s'utilitzen per mesurar la PCR.

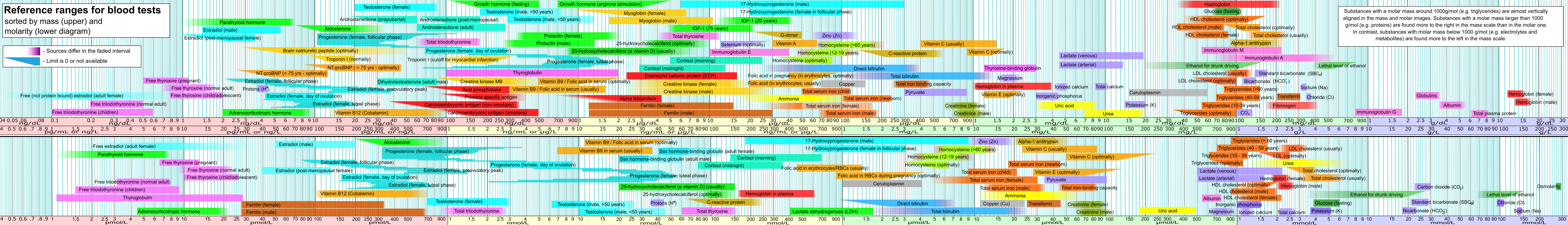
Rangs de referència per a les anàlisis de sang, que mostren la proteïna C reactiva en groc marró al centre.

Una prova de CRP d'alta sensibilitat (HS-PCR) mesura nivells baixos de PCR mitjançant nefelometria làser. La prova dona resultats en 25 minuts amb una sensibilitat fins a 0,04 mg / L.
El risc de desenvolupar malalties cardiovasculars es quantifica de la següent manera: baix, quan el nivell hs-CRP és inferior a 1,0 mg / L; mitjà, entre 1,0 i 3,0 mg / L, i alt, si és superior a 3,0 mg / L
Els nivells normals augmenten amb l'envelliment. Es troben nivells més alts en dones embarassades tardanes, en casos de inflamació lleu o infeccions víriques (10–40 mg / L), en inflamació activa o infecció bacteriana (40–200 mg / L), i en infeccions bacterianes greus o en cremades (> 200 mg / L).
Els valors de llindar de PCR que indiquen malalties bacterianes i no bacterianes poden variar a causa de comorbiditats com ara la malària, el VIH i la desnutrició i l'etapa de presentació de la malaltia.
La PCR és un reflex més sensible i precís de la resposta de fase aguda que la velocitat de sedimentació globular (VSG). La VSG pot ser normal i la PCR està elevada. A més, la PCR torna a la normalitat més ràpidament que la VSG en resposta a la teràpia.

### Malaltia cardiovascular
S'ha suggerit que els pacients amb nivells basals elevats de PCR tenen un major risc de patir diabetis, hipertensió i malalties cardiovasculars. Un estudi fet a més de 700 infermeres va demostrar que les persones del quartil més alt de consum de greixos trans tenien nivells de PCR a la sang que eren un 73 per cent superiors als del quartil més baix Tot i que un grup d'investigadors va indicar que la PCR pot ser només un factor de risc moderat de malalties cardiovasculars, en aquest estudi (conegut com a Estudi de Reykjavik) es van trobar alguns problemes per a aquest tipus d'anàlisi relacionat amb les característiques de la població estudiada, i va ser un temps de seguiment extremadament llarg, que podria haver atenuat l'associació entre PCR i resultats futurs. Altres han demostrat que la PCR pot exacerbar la necrosi isquèmica de manera dependent del complement i que la inhibició de la PCR pot ser una teràpia segura i eficaç per als infarts de miocardi i accidents vasculars cerebrals; això s'ha demostrat en models animals i humans.
S'ha plantejat la hipòtesi que els pacients amb nivells elevats de CRP podrien beneficiar-se de l'ús d'estatines. Això es basa en l'assaig JUPITER que va trobar que es van beneficiar nivells elevats de CRP sense hiperlipidèmia. Es van seleccionar les estatines perquè s'ha demostrat que redueixen els nivells de PCR. Els estudis que comparaven l'efecte de diverses estatines en HS-PCR van revelar efectes similars de diferents estatines. No obstant això, un assaig posterior no va trobar que el PCR fos útil per determinar el benefici de les estatines.
En una metaanàlisi de 20 estudis que van incloure 1.466 pacients amb malaltia coronària arterial, es va trobar que els nivells de PCR es reduïen després de les intervencions en exercici. Entre aquests estudis, concentracions més elevades de PCR o perfils lipídics més pobres abans de començar l'exercici es van associar amb majors reduccions de PCR.
Per aclarir si la PCR és un participant actiu o participant en l'aterogènesi, un estudi del 2008 va comparar persones amb diverses variants genètiques de PCR. Els que presentaven una PCR elevada a causa de la variació genètica no tenien un major risc de patir malalties cardiovasculars en comparació amb aquells amb una PCR normal o baixa. Un estudi publicat el 2011 demostra que la PCR està associada a respostes lipídiques a dietes baixes en greixos i altes en poliinsaturats.

### Risc de malaltia coronaria
El dany arterial resulta de la invasió i la inflamació de glòbuls blancs a la paret arterial. La PCR és un marcador general per a la inflamació i la infecció, de manera que es pot utilitzar com un indicador molt aproximat del risc de malaltia cardíaca. Atès que moltes coses poden provocar una elevada PCR, aquest no és un indicador pronòstic molt específic. No obstant això, un nivell superior a 2,4 mg / L s'ha associat amb un risc duplicat d'un esdeveniment coronari en comparació amb nivells inferiors a 1 mg / L; no obstant això, el grup d'estudi en aquest cas estava format per pacients als quals se'ls havia diagnosticat una angina de pit inestable; encara no és clar si la PCR elevada té algun valor predictiu d'esdeveniments coronaris aguts en la població general de tots els rangs d'edat. Actualment, no es recomana la proteïna C reactiva com a prova de detecció de malalties cardiovasculars per a adults de risc mitjà sense símptomes.
L'American Heart Association i els Centres de Control i Prevenció de Malalties dels Estats Units han definit els grups de risc de la següent manera:
- Risc baix: inferior a 1,0 mg / L
- Risc mitjà: 1,0 a 3,0 mg / L
- Risc alt: superior a 3,0 mg / L

Però hs-PCR no s'ha d'utilitzar sol i s'ha de combinar amb nivells elevats de colesterol, LDL-C, triglicèrids i glucosa. El tabaquisme, la hipertensió i la diabetis també augmenten el nivell de risc de malalties cardiovasculars.

### Inflamació i fibrosis
L'esclerodèrmia, la polimiositis i la dermatomiositis provoquen poca o cap resposta de PCR. Els nivells de CRP tampoc solen elevar-se al LES, tret que hi hagi serositis o sinovitis. En insuficiència renal es poden produir elevacions de la PCR en absència d'inflamacions clínicament significatives. El nivell de PCR és un factor de risc independent per a la malaltia ateroscleròtica. Els pacients amb concentracions elevades de PCR són més propensos a desenvolupar ictus, infart de miocardi i malaltia vascular perifèrica greu. També es pot observar un nivell elevat de PCR en la malaltia inflamatòria intestinal (MII), inclosa la malaltia de Crohn i la colitis ulcerosa.
S'han associat nivells alts de PCR a la mutació puntual Cys130Arg al gen APOE, que codifica l'apolipoproteïna E, establint un vincle entre els valors lipídics i la modulació dels marcadors inflamatoris.

### Càncer
No s'entén bé el paper de la inflamació en el càncer. Alguns òrgans del cos presenten un major risc de càncer quan s'inflamen crònicament. Tot i que hi ha una associació entre l'augment dels nivells de proteïna C-reactiva i el risc de desenvolupar càncer, no hi ha associació entre els polimorfismes genètics que influeixen en els nivells circulants de PCR i el risc de càncer.
En un estudi prospectiu de cohorts del 2004 sobre el risc de càncer de còlon associat als nivells de PCR, les persones amb càncer de còlon tenien concentracions mitjanes de PCR més altes que les persones sense càncer de còlon. Es pot assenyalar que els nivells mitjans de CRP en ambdós grups estaven dins del rang dels nivells de CRP que normalment es troben en persones sanes. No obstant això, aquestes troballes poden suggerir que un nivell baix d'inflamació es pot associar amb un menor risc de càncer de còlon, coincidint amb estudis previs que indiquen que els antiinflamatoris podrien reduir el risc de càncer de còlon.

### Apnea Obstructiva del son
La proteïna C reactiva (PCR), un marcador d'inflamació sistèmica, també augmenta en la síndrome d'apnea obstructiva del son (SAOS). Els nivells de PCR i interleucina-6 (IL-6) van ser significativament més alts en pacients amb SAOS en comparació amb els subjectes de control obesos. Els pacients amb SAOS tenen concentracions plasmàtiques de PCR que van augmentar corresponent a la gravetat de la puntuació de l'índex d'apnea-hipopnea. El tractament del SAOS amb CPAP (pressió positiva contínua de les vies respiratòries) va alleujar significativament l'efecte del SAOS en els nivells de PCR i IL-6.

### Artritis reumatoide
Anteriorment, s'ha especulat que els polimorfismes d'un sol nucleòtid del gen CRP poden afectar la presa de decisions clíniques basades en PCR en l'artritis reumatoide, p. DAS28 (Puntuació d'activitat de la malaltia 28 articulacions). Un estudi recent va mostrar que el genotip i l'haplotip de PCR només s'associaven marginalment als nivells sèrics de PCR i sense cap associació amb la puntuació DAS28. Per tant, aquell DAS28, que és el paràmetre bàsic de l'activitat inflamatòria en RA, es pot utilitzar per a la presa de decisions clíniques sense ajustar les variants del gen PCR.

### Infeccions virals
L'augment dels nivells de PCR a la sang va ser superior en persones amb grip aviària H7N9 en comparació amb les persones amb grip H1N1 (més freqüent), amb una revisió que va informar que la grip H1N1 severa tenia una PCR elevada. El 2020, les persones infectades amb COVID-19 a Wuhan, Xina, tenien un PCR elevat.